# Filialkirche Sigmundsberg

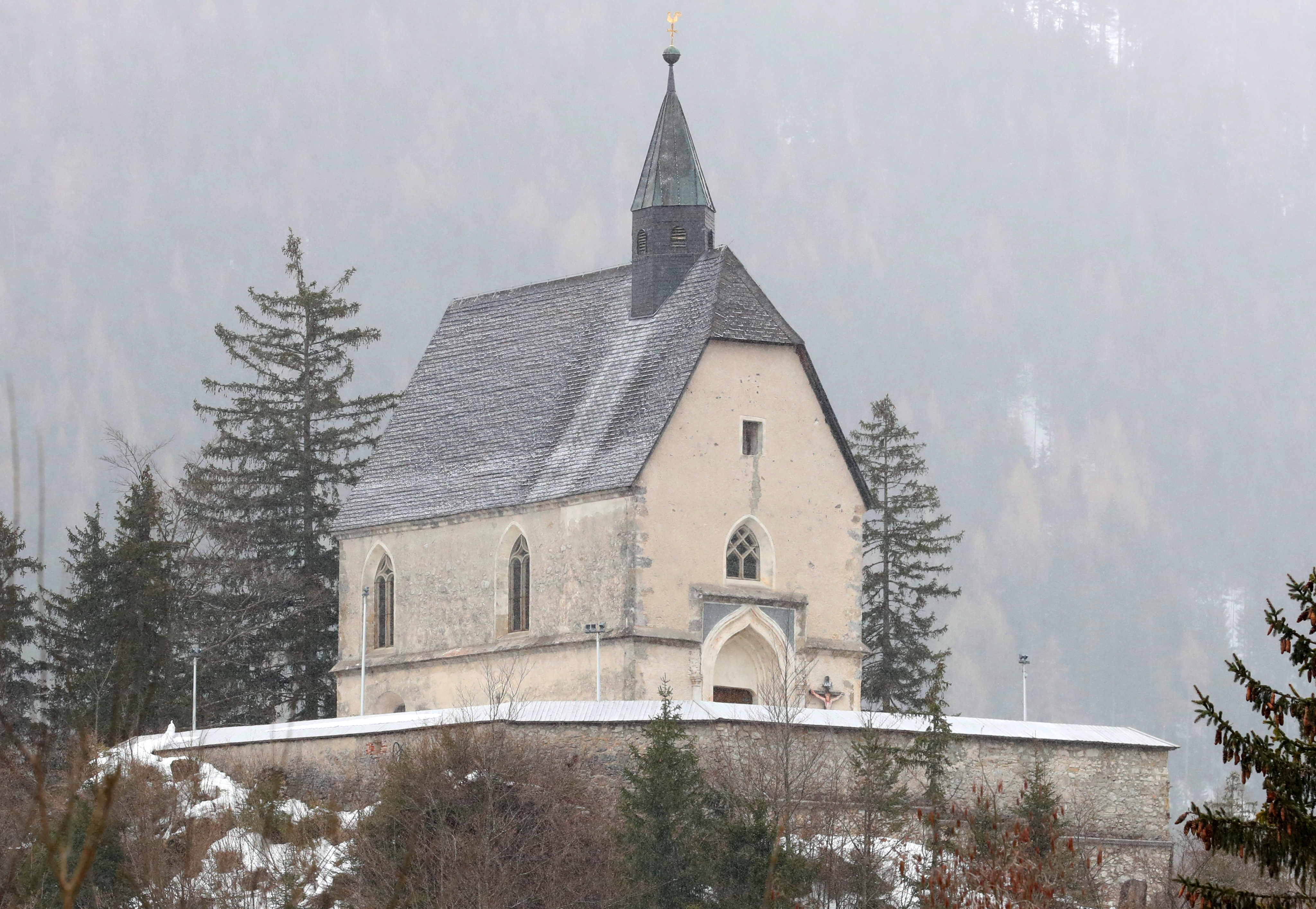
Filialkirche Sigmundsberg (2022)

Die römisch-katholische Filialkirche Sigmundsberg steht in Sigmundsberg in der ehemaligen Gemeinde Sankt Sebastian in der Stadtgemeinde Mariazell in der Steiermark. Die Filialkirche hl. Sigmund der Basilika von Mariazell gehört zum Dekanat Bruck an der Mur in der Diözese Graz-Seckau. Die Kirche und der Kirchhof stehen unter Denkmalschutz.

## Geschichte
Abt Heinrich II. Moyker von St. Lambrecht (1419–1455) gab 1443 die Bauerlaubnis. Die Kirche war 1464 von einer Ringmauer umgeben. 1485 wurde die Kirche in einem Krieg mit Ungarn zerstört. Mit Abt Johannes III. Sachs (1478–1518) wurde die Kirche neu erbaut.

## Architektur
Die Kirche steht auf der Kuppe einer Anhöhe auf einem zum Teil künstlich angelegten Plateau. Der einheitliche spätgotische Kirchenbau ist von einer Mauer umgeben und hat einen Treppenaufgang im Süden. Dem dreijochigen Langhaus folgt ein um zwei Stufen erhöhter einjochiger Chor in gleicher Gebäudebreite mit einem 3/8-Schluss. Das kräftige umlaufende Kaffgesims wurde im Westen giebelartig hochgezogen. Die Kirche ist mit einem Netzrippengewölbe auf kräftigen Halbrunddiensten mit Basen überwölbt, das Langhaus und der Chor werden durch einen Doppeldienst geschieden. Das Gewölbe im Chor zeigt drei Wappenschilde. Die zweibahnigen Maßwerkfenster haben Scheiben aus 1914. Das kielbogige Portal im Westen hat eine trichterförmige Laibung. Das spitzbogige Portal im Norden ist vermauert. Der sechsseitige Dachreiter über dem Chor hat einen Spitzhelm. Die Westempore aus Holz mit einer Brüstung aus gedrechselten Docken wurde um 1670 eingebaut und zeigt das Wappen vom Abt Franz von Kaltenhausen (1662–1707).

## Ausstattung
Der Hochaltar aus dem 3. Viertel des 17. Jahrhunderts zeigt das Altarblatt Maria lactans auf der Mondsichel vom Maler Friedrich Stilpp (1761). Es gibt einen Rest eines Flügelaltars um 1500 mit Passionsszenen mit Christus am Ölberg im Schrein und den Seitenfiguren Petrus und Andreas. Die barocke Kanzel ist aus dem 2. Viertel des 18. Jahrhunderts. Ein Votivbild Schmerzhafte Maria ist aus 1640.
Eine Statue Maria lactans um 1380 ist seit 1926 im Germanischen Museum in Nürnberg.